# Monomorium fastidium
Monomorium fastidium är en myrart som beskrevs av Bolton 1987. Monomorium fastidium ingår i släktet Monomorium och familjen myror. Inga underarter finns listade i Catalogue of Life.